# Heidi Kling
Pour les articles homonymes, voir Kling.
Heidi Kling est une actrice américaine née en 1962.

## Filmographie
- 1989 : Howard Beach: Making a Case for Murder (TV)
- 1992 : Sur la corde raide (Out on a Limb) : Sally
- 1992 : Les Petits Champions (The Mighty Ducks) : Casey Conway
- 1996 : Les Petits Champions 3 (D3: The Mighty Ducks) : Casey Conway
- 1997 : Turbulences à 30 000 pieds (Turbulence) de Robert Butler : Betty